# 丹羽桃渓
丹羽 桃渓（にわ とうけい、宝暦10年〈1760年〉 - 文政5年10月15日〈1822年11月28日〉）とは、江戸時代中期から後期にかけての大坂の浮世絵師。

## 来歴

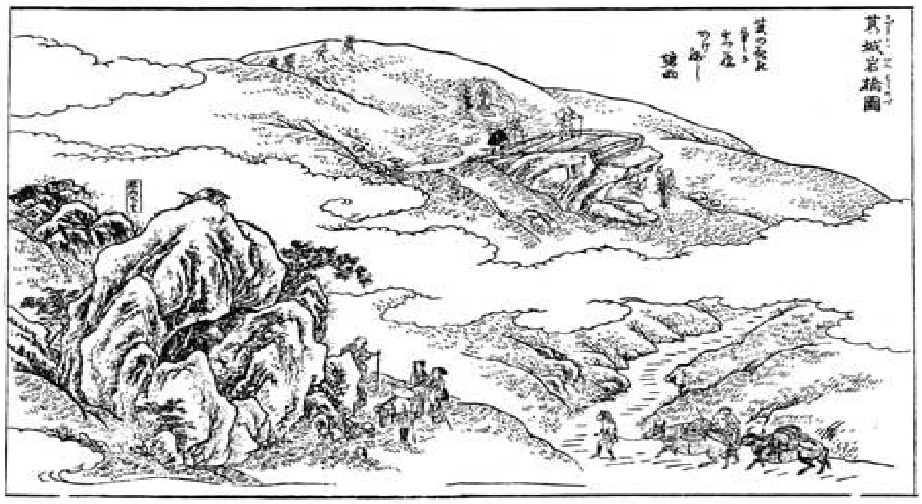
丹羽桃渓によって『河内名所図会』に描かれた葛城岩橋図

蔀関月の門人。名は元国。通称は大黒屋喜兵衛。字は伯照。靖中庵、桃渓、桃渓山人と号す。鉄格子波丸の門人で狂歌もよくし、狂歌名を遅道といった。
大坂の人で、島の内木挽町北之町に住んでいた。蔀関月に絵を学び、天明（1781年-1789年）末期から文政（1818年-1830年）にかけて風景画や花鳥画をよくし、絵本や狂歌本、読本、滑稽本、名所図会、絵手本、節用集、重宝記などの挿絵を多く描いた。主要な作品として天明6年（1786年）刊行の滑稽本『つべこべ草』（田宮橘庵作）五巻5冊、寛政10年（1798年）刊行の『紙漉重宝記』（国東治兵衛作）一冊、寛政12年（1800年）から文化元年（1804年）刊行の絵本『絵本拾遺信長記』前編十三編後編十編、寛政12年（1800年）刊行の『怪談弁妄録』五巻5冊、文化期刊行の鉱業書『皷銅（こどう）図録』（増田綱撰）一冊、享和元年（1801年）刊行の『河内国名所図会』（秋里籬島作）、文政3年（1820年）刊行の絵入狂歌本『狂歌友の文庫』（六樹園・三日坊雛丸編）三巻の挿絵などがあげられ、『摂津名所図会』九巻12冊の挿絵は見事なものであり、また『紙漉重宝記』は当時の石見国における紙漉、製紙の様子を良く捉えている。その他に浄土真宗に関する『阿弥陀経随聞記』一冊、文化9年（1812年）には真言宗に関する『毘沙門天王霊験記』（恭道編）五巻5冊などといった宗教書も手掛けている。
文政5年（1822年）10月15日死去。享年63。墓所は大阪市天王寺区生玉寺町の円通寺。法名は濤誉松斎禅定門。

## 作品
- 「通天橋の紅葉」　摺物　文政2年（1819年）　千葉市美術館所蔵